# 贾震
贾震（1909年—1993年），字雨辰，原名振声，字梦陵，别号拙老人，男，山东乐陵人，中华人民共和国政治人物，曾任天津大学党委书记，中共中央直属高级党校副校长，北京师范大学党委书记，第三届全国人大代表，第六届全国政协委员。